# Clinton (Montana)
Clinton – jednostka osadnicza w Stanach Zjednoczonych, w stanie Montana, w hrabstwie Missoula.